# 1 E3 s
103 - 104 s（16.7分 - 2.78時間）の時間のリスト
- より短い時間

| 値         | 値                 | 説明                                                                                           |
| ---------- | ------------------ | ---------------------------------------------------------------------------------------------- |
| 1 000 s    | 16 分 40 秒        | 16.7 分                                                                                        |
| 1 000 s    | 16 分 40 秒        | 0.278 時間（3.6分の1時間）                                                                     |
| 1 000 s    | 16 分 40 秒        | 0.0116 日（86.4分の1日）                                                                       |
| 1 000 s    | 16 分 40 秒        | 光が真空中を約3億 km進む時間（光速度）                                                         |
| 1 200 s    | 約20分             | ポルトガル国王・ルイス・フィリペの在位期間（1908年）                                           |
| 1 571.00 s | 26 分 11.00 秒     | 男子10000メートル競走の世界記録（ジョシュア・チェプテゲイ、2020年）                            |
| 1 741.03 s | 29 分 01.03 秒     | 女子10000メートル競走の世界記録（レテセンベト・ギデイ、2021年）                                |
| 1 800 s    | 30 分              | 日本における死刑囚の最大面会時間（2006年現在）                                                 |
| 1 892 s    | 31 分 32 秒        | ストラヴィンスキーのバレエ音楽『春の祭典』の演奏時間（1960年の作曲者自身による録音）           |
| 2 400 s    | 40 分              | バスケットボールの試合時間（10分×4ピリオド）                                                   |
| 2 700 s    | 45 分              | イギリス・ザンジバル戦争の長さ（歴史上一番短い戦争）                                           |
| 2 926 s    | 48 分 46 秒        | 月の出の時間は毎日この時間だけ遅くなってゆく                                                   |
| 3 000 s    | 50 分              | ブラームスの『ピアノ協奏曲第2番』のおよその演奏時間                                            |
| 3 320 s    | 56 分              | アメリカ同時多発テロ事件でワールドトレードセンター南塔に旅客機が衝突してから崩壊するまでの時間 |
| 3 336 s    | 56分 16 秒         | 光が真空中を10億 km進む時間                                                                    |
| 3 480 s    | 58 分              | ノーベリウム-259の半減期                                                                       |
| 3 600 s    | 60 分              | 1 時間                                                                                         |
| 3 600 s    | 60 分              | アメリカンフットボールの試合時間（15分×4クォーター）                                           |
| 3 600 s    | 60 分              | アイスホッケーの試合時間（20分×3ピリオド）                                                     |
| 4 440 s    | 74 分              | 当初の規格による12cmCDの音声データの最大収録時間                                               |
| 4 798 s    | 79 分 58 秒        | 12cmCDの音声データの最大収録時間                                                               |
| 4 800 s    | 1 時間 20 分       | ラグビーの試合時間（前後半各40分）                                                             |
| 5 400 s    | 1 時間 30 分       | 人工衛星の低軌道の周回時間                                                                     |
| 5 400 s    | 1 時間 30 分       | サッカーの試合時間（前後半各45分）                                                             |
| 5 700 s    | 1 時間 35 分       | マーラーの交響曲第3番のおよその演奏時間（通常の演奏会で採り上げられる交響曲で最長の曲）        |
| 7 140 s    | 1 時間 59 分       | 映画『市民ケーン』の長さ                                                                       |
| 7 200 s    | 2 時間             | 春分・秋分のころの1つの辰刻の長さ                                                              |
| 7 269 s    | 2 時間 01 分 09 秒 | 男子マラソンの世界記録（エリウド・キプチョゲ、2022年）                                         |
| 7 913 s    | 2 時間 11 分 53 秒 | 女子マラソンの世界記録（ティギスト・アセファ、2023年）                                         |
| 8 640 s    | 2 時間 24 分       | フランス革命暦の1時間（1日の10分の1）                                                          |
| 9 000 s    | 2 時間 30 分       | 東海道新幹線のぞみ号・東京 - 新大阪間の標準所要時間                                            |
| 10 000 s   | 2 時間 46 分 40 秒 | 約 2.78 時間                                                                                   |

- より長い時間